# Tough Bond
Tough Bond ist ein Dokumentarfilm über Straßenkinder in den Slums von Kenia. Der Titel bezieht sich auf einen in Afrika weit verbreiteten Klebstoff, der häufig auch zum sogenannten Schnüffeln verwendet wird.

## Handlung
Der Film zeigt den täglichen Teufelskreis von Armut, Haltlosigkeit und Verelendung auf den Straßen und Müllhalden der Städte, aus denen es kaum ein Entrinnen zu geben scheint. Anhand dreier Schicksale werden Leidensgeschichten aus Isiolo, Meru und Nairobi erzählt. Zu Beginn und Ende, als Prolog und Epilog des Films, wird im Kontrast zu den Straßenschicksalen eine Welt skizziert, in der es zwar auch bitterarm und kärglich zugeht, in der aber die Schutzmechanismen der Familie trotz aller Widrigkeiten noch zu greifen scheinen.
Man sieht glückliche Turkana-Kinder in einer kargen, verdorrten Einöde am Ufer des Turkana-Sees im naiven Spiel unbedarft ihren Tag verbringen. Ihr Vater wird am Ende des Films seine Armut wegen der ständig zunehmenden Dürre beklagen, was das mögliche gemeinsame Verhungern nicht ausschließt. Die anderen Kinder des Films leben auf der Straße, nennen sich selbst „Survivors“ (Überlebende). Sinbad (16) aus Isiolo ist eine der Leitfiguren unter den Straßenkindern. Er unterstützt mit seinem kärglichen Verdienst als Straßenreiniger seine Großmutter, die ihn als HIV-Waisen großgezogen hat. Sinbad sieht sich selber in einer Doppelexistenz. In der Stadt sei er ein Straßenjunge, auf dem Land ein „Farmer Boy“. Er versucht, seiner kärglichen Existenz die Stirn zu bieten, doch hängt er wie seine Freunde an der Schnüffelflasche.
Das Turkana-Mädchen Akai (17) lebt zusammen mit ihrem Mann Peter (20) auf den Straßen Merus und auf einer kleinen Familienfarm des Ehemanns. Auch hier scheinen die Zukunftsperspektiven eher zweifelhaft, die durch Illusionen und HIV geprägt sind.
Die dritte Episode führt zum Boss einer Straßengang nach Nairobi. Anto (23) ist „Kriegsinvalider“ des Straßenkampfes, der aber trotz erheblicher Schäden an Leib und Seele bisher überlebt hat und die Solidarität unter seinesgleichen rühmt und die Ignoranz der Gesellschaft gegenüber den Straßenkindern beklagt.
Die Filmemacher interviewen auch den kenianischen Hersteller des Klebstoffes „Tough Bond“, der den Missbrauch nur halbherzig zugibt, aber doch schätzt, dass ca. 15 Prozent seiner monatlichen Produktion von über 40 Tonnen von seinen Kunden an die Straßenkinder weiterverkauft werden.
Das Leben der Straßenkinder scheint für einen noch langen Zeitraum unabwendbar, zumal auch Politiker, wie der im Film interviewte kenianische Vizepräsident Kalonzo Musyoka, die Existenz von Straßenkindern in Nairobi schlichtweg leugnen. Der Film schließt mit dem Hinweis auf die einzig sichtbaren Schutz vor diesem Schicksal: unzerstörte Familien.

## Produktion
Tough Bond wurde von „Village Beat“ produziert, einem gemeinnützigen Kunstprojekt. Alle Gewinne durch den Film gehen direkt in Projekte, die in Verbindung mit diesem Film gegründet wurden.

## Kritik
„‚Tough Bond is one of those films that feels like something you can only endure once. It doesn’t feel like a call to action as much as it does a plaintive query as to just what the hell can possibly be done about this kind of hell, which seems utterly pervasive and insurmountable.‘ (Tough Bond ist einer dieser Filme, die man nur einmal ertragen kann. Er ist nicht nur ein Aufruf zur Tat, sondern auch eine vorwurfsvolle Anklage, was man, verdammt nochmal, gegen diese völlig ausweglose Hölle tun kann.“

„“At it's heart Tough Bond is about relationships. The relationship between a mother and her child; the relationship between a community and its children; the relationship between a government and its most vulnerable members of society. … Tough Bond is a tough watch, but it's essential viewing.” (Eigentlich geht es bei “Tough Bond” um Beziehungen. Die Beziehung zwischen Mutter und Kind, die Beziehung zwischen einer Gesellschaft und den Kindern, die Beziehung zwischen einer Regierung und den verletzlichsten Gliedern der Gesellschaft. ..."Tough Bond" ist schwer zu ertragen aber es ist wichtig ihn zu sehen.)“